# Homosexualité chez les Témoins de Jéhovah
L'homosexualité chez les Témoins de Jéhovah est condamnée comme l'est de manière générale l'homosexualité dans le christianisme.
Accordant une très grande importance à la Bible, qu'il s'agisse de l'Ancien Testament comme du Nouveau Testament, les Témoins de Jéhovah considèrent ses préceptes comme étant d'origine divine, et donc indiscutables. Or, certains passages de la Bible (ancien testament) évoquent l'homosexualité de façon défavorable, comme d'ailleurs toutes formes de rapports sexuels en dehors du mariage traditionnel.

## Point de vue des Témoins de Jéhovah

### Désapprobation de l'homosexualité
Les Témoins de Jéhovah appuient leur désapprobation sur certains passages de la Bible condamnant les pratiques homosexuelles, tels que des versets de  l'épître aux Romains ou de l'épître de Jude, ainsi que le passage plus connu du Lévitique selon leur traduction :

« Lorsqu’un homme couche avec un mâle comme on couche avec une femme, tous deux ont fait une chose détestable. Ils doivent absolument être mis à mort. Leur sang est sur eux. »

— Lévitique 20:13
Pour l'organisation des Témoins de Jéhovah, l'homosexualité fait partie de ce que la Bible appelle de la pornéia, rendue souvent par "fornication", c'est-à-dire une pratique sexuelle hors mariage et donc impure.
Pensant que dans la société environnante l'homosexualité semble être de plus en plus pratiquée librement, la Société Watchtower a réaffirmé à de nombreuses reprises sa position sur l'homosexualité dans ses publications. Elle déclare par exemple :
« Les Témoins n’ont jamais eu de doute quant à la façon de considérer l’homosexualité. Pourquoi ? Parce qu’ils ne traitent pas les exigences bibliques comme de simples opinions humaines d’un autre temps (1 Thess. 2:13). Ils sont heureux de diriger des études de la Bible avec des homosexuels, afin de leur faire connaître les exigences de Jéhovah, et ceux-ci peuvent assister aux réunions des Témoins en auditeurs. Cependant, si quelqu’un continue à pratiquer l’homosexualité, il ne peut pas devenir Témoin de Jéhovah. — 1 Cor. 6:9-11; Jude 7 »
Selon les Témoins de Jéhovah il faut se baser sur ce que dit la Bible, à savoir que l'homosexualité, tant masculine que féminine, est une pratique désapprouvée par Dieu et considérée comme une perversion, moralement mauvaise et contre nature.
Les Témoins de Jéhovah rejettent l'idée selon laquelle l'homosexualité pourrait être innée chez les humains éprouvant une attirance pour les personnes du même sexe.
Toutefois, le mouvement reconnaît qu'« il se peut que les gènes et les hormones entrent en ligne de compte », et que « peut-être les savants ne pourront-ils jamais définir exactement la part de l’inné et de l’acquis dans les penchants homosexuels ».
Pour justifier les tendances homosexuelles chez un individu, les Témoins de Jéhovah avancent plusieurs arguments : l'environnement ambiant jugé laxiste au niveau des mœurs, un milieu familial anormal, en particulier chez les garçons ou encore des sévices sexuels dans l'enfance, engendrant une déformation de l'identité sexuelle.
Ils pensent toutefois que, bien que certains facteurs puissent influer sur l'orientation sexuelle de quelqu'un, l'inclination mauvaise du cœur résultant du péché originel et de l'imperfection héritée d'Adam est la cause principale.
Sur ce point, les membres du mouvement adoptent une position similaire aux Églises évangéliques, orthodoxes et catholiques.
Les Témoins de Jéhovah estiment que l’homosexualité ne peut que nuire à la santé physique, affective et spirituelle.

### Propositions du mouvement pour abandonner l'homosexualité
- Si vous ne connaissez pas le sujet, laissez ce bandeau (vous pouvez alors contacter les auteurs).
- Si vous supprimez le contenu mis en cause (vous pouvez préalablement contacter les auteurs),

argumentez précisément cette suppression dans la page de discussion
(un manque de référence n'est pas un argument ; une recherche réelle de référence doit avoir été effectuée, être formellement documentée).
Les publications des Témoins de Jéhovah reconnaissent qu'il est difficile pour les jeunes ayant des penchants homosexuels de s'abstenir de ceux-ci : elles déclarent qu'ils ont à « mener un véritable combat » et que « cela puisse leur être terriblement difficile ». Néanmoins, toute personne souhaitant d'après elles respecter la Bible doit absolument rejeter l'homosexualité, tant en actes qu'en pensées. Quelqu'un qui continue de pratiquer l'homosexualité ne peut pas se faire baptiser en tant que Témoin de Jéhovah.
Pour aider les fidèles à rejeter les penchants homosexuels, la Société Watchtower estime qu'il faut du temps et de la détermination et donne les conseils suivants :
- Apprendre à identifier les raisons exactes de ces penchants (sentiment de médiocrité, peur de l'autre sexe, conception erronée de l'amour, etc), notamment en priant et en en parlant avec un ancien de la congrégation qui peut aider l'intéressé à sonder ses sentiments et ses pensées ;
- Analyser l'exemple de virilité[réf. nécessaire] donné par Jésus alors qu'il était sur terre ;
- Méditer sur des textes bibliques montrant comment Dieu considère les relations sexuelles, l’amour et les amitiés entre personnes du même sexe ;
- Rompre avec les comportements et les fréquentations qui éveillent ou renforcent les désirs homosexuels, tels la masturbation ;
- Développer des amitiés avec des coreligionnaires des deux sexes ;
- Acquérir des qualités traditionnellement associées à son sexe ;
- Être très absorbé dans les activités cultuelles proposées par le groupe (étude de la Bible des Témoins de Jéhovah, prédication, réunions, etc).

Quand ils abordent le thème de l'homosexualité dans leurs publications, les Témoins de Jéhovah citent fréquemment les propos de l'apôtre Paul :

« Comment ! Ne savez-vous pas que les injustes n’hériteront pas du royaume de Dieu ? Ne vous égarez pas. Ni fornicateurs, ni idolâtres, ni adultères, ni hommes qu’on entretient à des fins contre nature, ni hommes qui couchent avec des hommes, ni voleurs, ni gens avides, ni ivrognes, ni insulteurs, ni extorqueurs n’hériteront du royaume de Dieu. Et pourtant c’est là ce qu’étaient certains d’entre vous. Mais vous avez été lavés, mais vous avez été sanctifiés, mais vous avez été déclarés justes au nom de notre Seigneur Jésus Christ et avec l’esprit de notre Dieu. »

— Paul de Tarse, 1 Corinthiens 6:9-12
Ce passage biblique indique, suivant le mouvement, que dans l'Église ou congrégation du christianisme primitif, certains avaient auparavant pratiqué certaines des choses mentionnées dans ces versets (dont l'homosexualité et la prostitution masculine) avant de se convertir au christianisme et de suivre les principes bibliques. En conséquence, les Témoins estiment qu'il est possible pour un homosexuel de changer de comportement, voire d'état d'esprit. À cet égard, l'organisation cite parfois dans ses publications des récits de fidèles autrefois homosexuels qui ont abandonné cette pratique pour devenir Témoins de Jéhovah et affirme que ceux-ci sont plus heureux ainsi.

### Contre le mariage entre personnes de même sexe

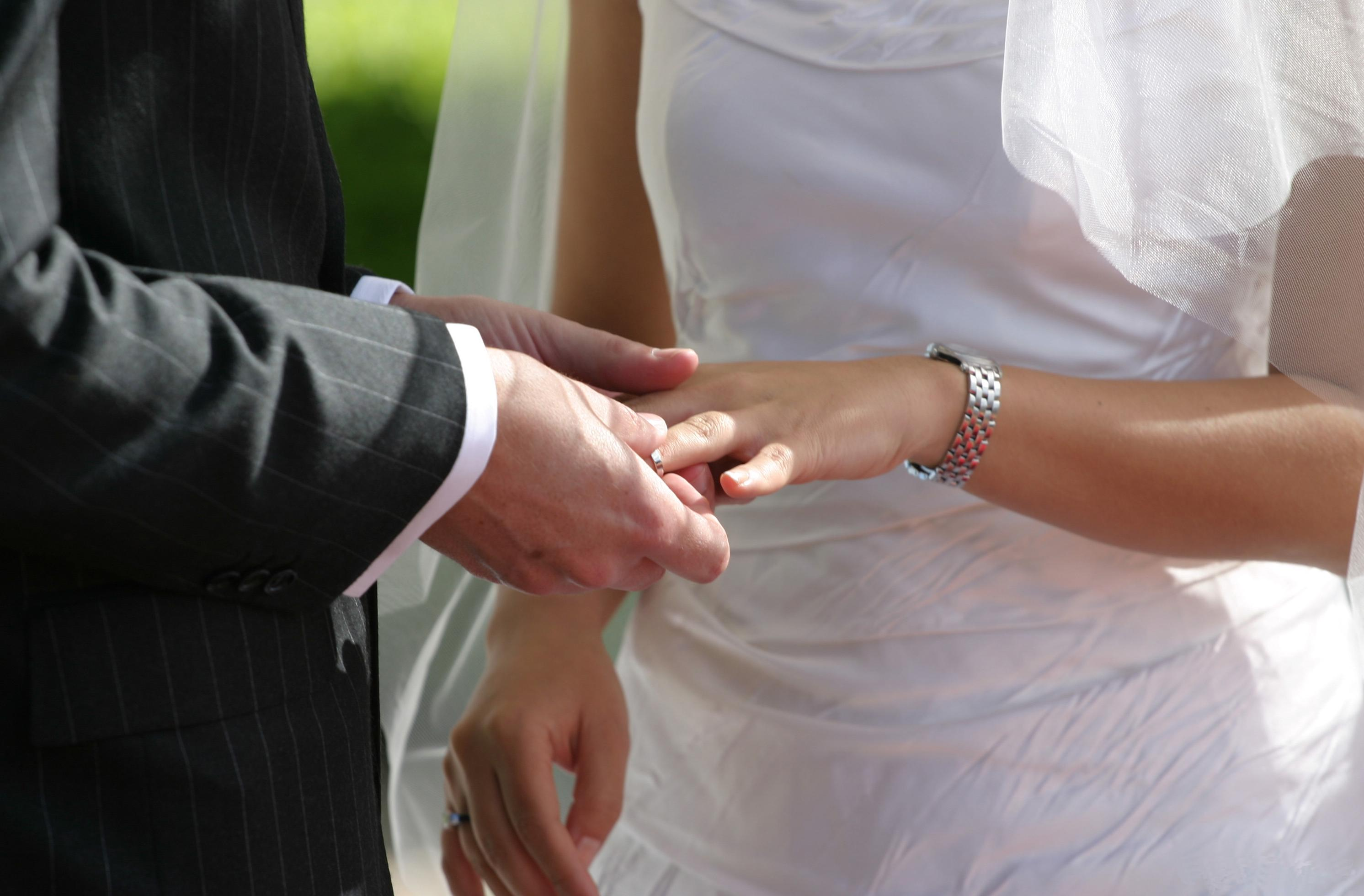
Seul le mariage hétérosexuel est acceptable pour les Témoins de Jéhovah.

Les Témoins de Jéhovah estiment que c'est à Jéhovah seul, qu'ils reconnaissent comme le créateur des humains, que revient le droit de définir les règles qui régissent le mariage. D'après eux, Jéhovah déteste l'homosexualité et a institué le mariage uniquement entre personnes de sexes opposés, puisqu'il a créé à l'origine un homme et une femme. De ce fait, selon eux, le mariage entre personnes de même sexe ne donne aucune honorabilité à une pratique qu'ils estiment condamnée dans la Bible.
Un de leurs périodiques déclare en effet :
« Le “ mariage ” ne saurait donner une façade respectable à l’homosexualité. Lorsqu’il exige que “ le mariage soit honorable chez tous ”, Dieu exclut l’union homosexuelle, qu’il juge détestable. — Hébreux 13:4. »
Toutefois, en raison de leur apolitisme, les Témoins de Jéhovah ne participent à aucune campagne politique ni à aucune manifestation visant à faire changer les lois gouvernementales (telles que la légalisation du mariage gay), quand bien même celles-ci sont en conflit avec leur compréhension de la Bible.

### Attitude vis-à-vis des gays et lesbiennes
Les Témoins de Jéhovah certifient que, pour être un bon chrétien, il est nécessaire de haïr l'homosexualité. Toutefois, ils ne doivent pas haïr les homosexuels et les lesbiennes, mais les respecter au même titre que toutes les autres personnes, car Jésus a donné sa vie pour tous. Néanmoins, selon eux, il est à souhaiter que ces personnes délaissent ce mode de vie et embrassent le culte des Témoins de Jéhovah pour retrouver la faveur de Jéhovah et éviter d'être détruites par celui-ci. Un Réveillez-vous ! déclare à ce sujet :
« La Bible ne fait pas des homosexuels une catégorie à part que les chrétiens devraient haïr ou mettre en quarantaine. (...) Même si certaines personnes ont un comportement qui leur inspire une répugnance particulière, ils ne cherchent pas à leur faire du tort ni n'entretiennent de sentiments d'hostilité à leur égard. (...) En harmonie avec cette attitude, les chrétiens rejettent tout comportement agressif ou moqueur envers les homosexuels comme envers quiconque. Ils considèrent leurs semblables comme des disciples de Christ en puissance ; ils les traitent avec respect et dignité. »

## Critiques

### Observations d'universitaires et d'opposants
Plusieurs auteurs extérieurs au mouvement, dont James Penton et Tony Wills, ont relaté dans leurs ouvrages l'interdiction de l'homosexualité chez les Témoins de Jéhovah,. L'un d'entre eux, le sociologue Andrew Holden, qui a mené plusieurs études sur ce mouvement religieux a évoqué la polémique que cette question suscite. Il a déclaré :
« J'ai assisté à plusieurs réunions à la Salle du Royaume dans lesquelles l'homosexualité était présentée comme une perversion anormale. (...) J'ai écouté un discours de 45 minutes sur la question de savoir si les homosexuels sont 'nés ainsi' ou si leur conduite sexuelle est apprise. (...) Des références ont été données sur la nature très répandue de l'homosexualité, mais utilisées seulement dans le but de renforcer les propres enseignements de l'organisation, à savoir que le monde est devenu sans honte mauvais. (...) Il pourrait être très difficile pour quelqu'un ayant une orientation gay de rester Témoin sans se sentir profondément blessé dans son identité personnelle, non moins parce que la Société [Watchtower] échoue pour ce qui est de faire la distinction entre la condition homosexuelle et la pratique homosexuelle. (...) [Un] couple [de fidèles] croyait qu'une fois qu'un homosexuel a fait personnellement un vœu de célibat et s'est converti à la Société [Watchtower], son orientation homosexuelle disparaîtrait. À ce jour, cette question apparaît comme étant une source de confusion parmi les Témoins. »
Pour sa part, l'ouvrage critique Sortir d'une secte cite de nombreux exemples de déclarations de la Société Watchtower en rapport avec l'homosexualité. Puis il relate l'exemple d'un ex-fidèle excommunié pour cette raison ; celui-ci a vainement tenté de résoudre ses penchants homosexuels en se mariant avec une fidèle du mouvement, ce qui a entraîné de nombreuses difficultés dans le couple du fait notamment qu'il ne parvenait pas à s'acquitter de son devoir conjugal. Après son excommunication, il a fait une tentative de suicide et a séjourné en hôpital psychiatrique.

### Groupes de soutien
Le fidèle Témoin de Jéhovah est donc placé devant une alternative qui peut se révéler douloureuse. D'un côté, s'il décide de rester Témoin de Jéhovah, il se doit de mener une vie de célibat obligatoire afin de se conformer aux préceptes  de sa foi, ou bien de se marier avec une personne de l'autre sexe tout en étouffant sa vraie sexualité, ou encore en vivant une « double vie », c'est-à-dire une vie de fidèle Témoin de Jéhovah tout en ayant de manière cachée une vie sexuelle active. D'un autre côté, s'il décide de se dissocier de son Église ou qu'il est excommunié par un comité de discipline religieuse, il perdra son système de croyances, son environnement, et sans doute sa famille et ses amis.
Cette situation pouvant être mal vécue, des sites de soutien ont été créés sur Internet afin de venir en aide aux personnes LGBTI+ fidèles ou ex-fidèles du mouvement (voir liens externes).
Des opposants estiment que le point de vue des Témoins de Jéhovah va au-delà de ce que la majorité des dénominations chrétiennes conservatrices requièrent à ce sujet.
Les sites de soutien pour les Témoins de Jéhovah gays ne préconisent pas forcément la rupture avec le groupe religieux, mais se proposent d'apporter des éléments de réflexion et laissent ensuite à chacun le soin de décider ce qu'il fera. Ils reconnaissent toutefois qu'il est peu réaliste d'espérer se sentir bien dans une organisation qui les condamne d'une manière flagrante. Des rassemblements ex-Témoins gays comprenant parfois quelques fidèles gays sont fréquemment organisés, l'anonymat de chacun étant préservé.
D'après une synthèse effectuée par l'un de ces sites, les expériences recueillies de Témoins de Jéhovah ou anciens Témoins de Jéhovah gays tendraient à prouver les résultats suivants :
- Un mariage hétérosexuel dans le but de changer d'orientation sexuelle est non seulement inefficace, mais peut créer des graves difficultés matrimoniales, d'autres complications pouvant surgir si des enfants sont également impliqués.
- Le coming out de Témoins de Jéhovah dans leur congrégation a souvent engendré des résultats désastreux, prouvant de nombreuses fois que la majorité des fidèles ne comprennent pas la nature de l'homosexualité. En effet, d'après ce site de soutien, beaucoup de fidèles confondront probablement l'état d'esprit homosexuel avec l'activité sexuelle elle-même, et peuvent de ce fait réagir avec incrédulité et  scepticisme, voire condamnation. Les individus jugés gays, bien que faisant toujours partie de la congrégation, risquent très souvent d'être regardés avec suspicion et d'être délibérément exclus des activités récréatives entre Témoins, à cause de préjugés que la plupart des Témoins nourrissent contre les homosexuels et les lesbiennes. Ainsi, le Témoin qui révèle publiquement ses penchants homosexuels peut souvent s'attendre à une vie de solitude et d'ostracisme en assemblée.
- Le coming out de Témoins de Jéhovah auprès de leur famille peut engendrer diverses réactions : ce peut être le soutien dans quelques rares cas, mais aussi l'indifférence voire le rejet total plus fréquemment, et cela alors que le fidèle gay n'est pas excommunié du mouvement.
- Un traitement par médication et psychothérapie afin de changer son orientation sexuelle est inutile, et peut même causer des cicatrices psychologiques sur l'individu, le laissant dans un état de confusion nécessitant ensuite plusieurs années de psychothérapie[21]. À cet égard, un site de soutien renvoie à l'étude menée par l'Association américaine de psychiatrie[22].

Par ailleurs, ces sites démentent l'idée selon laquelle la Bible condamnerait l'homosexualité et se proposent d'expliquer autrement les versets s'y rapportant.

### Isolation sociale de l'homosexuel excommunié
La première critique concerne l'accusation de pratiquer délibérément la 'mort sociale' en faisant pression sur les personnes homosexuelles qui viennent à être excommuniées. Dans ce mouvement, s'il est vrai que l'on demande aux membres de ne pas fréquenter, en l'absence de nécessité immédiate (travail, école ou prédication) les non-Témoins de Jéhovah, l'excommunication d'un fidèle implique quant à elle la disparition de tous ses liens sociaux avec le reste des Témoins de Jéhovah. L'excommunication peut être particulièrement douloureuse pour les personnes nées à l'intérieur d'une famille déjà adhérente à cette Église, et qui ne connaissent rien de ce qui n'en fait pas partie, ce qui peut-être le cas de jeunes fidèles qui éprouvent un penchant homosexuel. Certains témoignages d'homosexuels ayant été excommuniés font état de cette situation qu'ils ont trouvée difficile.
La pratique de l'excommunication n'est certes pas réservée seulement aux homosexuels. Toutefois, alors que les hétérosexuels trouvent d'une certaine façon hors de cette religion une société qui est grosso modo assez similaire au monde qu'ils ont laissé (hétérocentrisme), il n'en va pas ainsi pour les homosexuels. Pas du tout préparées à affronter un monde comme celui de l'univers gay, duquel elles ne connaissent absolument rien et dont elles ont une vision souvent faussée et basée sur des préjugés, ces personnes excommuniées voient leur situation s'aggraver par le fait que, bien souvent, elles éprouvent un fort sentiment de culpabilité qui les empêchent de s'intégrer pleinement dans la communauté gay, par laquelle elles sont de surcroît incomprises et avec laquelle elles ne sont pas en phase. Là où il faudrait de l'écoute, de la patience, de l'aide à reconstruire avec le temps une personnalité détruite par le sens de la culpabilité, ainsi que l'incapacité à concevoir l'idée même d'un amour entre deux personnes du même sexe, on trouve à l'inverse un rejet.
La personne homosexuelle ainsi excommuniée des Témoins de Jéhovah risque donc de se retrouver prise entre deux positions marginales de sens opposé, repoussée par deux mondes pour des motifs diamétralement opposés.
En France, lors de la dernière commission d'enquête parlementaire relative à l'influence des mouvements sectaires sur les mineurs, l'un des auditionnés, Nicolas Jaquette, membre de l'Union nationale des associations de défense de la famille et de l'individu (UNADFI) et de la Coordination nationale des victimes de l'organisation des Témoins de Jéhovah (CNOVTJ), a expliqué que c'est son homosexualité qui lui a fait quitter le mouvement. Il a raconté avoir vécu durant ses années passées chez les Témoins de Jéhovah avec une double personnalité, à vivre sa sexualité d’une part et sa religion de l’autre, pour se protéger des discours entendus au pupitre, expliquant que ce qu’il était est profondément détesté par Dieu et voué à la destruction. Il a ajouté avoir envisagé le suicide à plusieurs reprises,,.
Une jeune lesbienne a témoigné dans la presse canadienne avoir été rejetée par sa famille et par les Témoins de Jéhovah. Déchirée entre son orientation sexuelle et les préceptes de sa communauté, elle avait tenté de chercher de l'aide auprès de ses proches. « Mais au lieu de m'apporter du soutien, on m'a fait comparaître devant un comité qui m'a jugée inapte à continuer d'être Témoin de Jéhovah. Du jour au lendemain, je me suis retrouvée isolée de tous, au moment où j'avais justement le plus besoin d'aide ». Elle raconte avoir songé à quelques reprises au suicide.

### Accusation d'homophobie
Une autre critique concerne l'accusation de présenter parfois un message très sévère en rapport avec le thème de l'homosexualité, ce qui peut être perçu, notamment par la communauté homosexuelle, comme étant de l'homophobie. Par exemple, une des publications des Témoins de Jéhovah compare les personnes homosexuelles à des chiens, suivant le symbolisme biblique :
« Les gens moralement impurs sont qualifiés de chiens. Ainsi lit-on dans la loi que Dieu donna à Israël : “ Tu ne dois pas apporter dans la maison de Jéhovah ton Dieu, pour un vœu quelconque, le salaire d’une prostituée ou le prix d’un chien [d’un “ prostitué ”, AC, note ; Os, note ; “ probablement un pédéraste, un individu qui pratique la copulation anale, surtout avec des garçons ”, MN, note], car ils sont chose détestable pour Jéhovah ton Dieu, oui l’un et l’autre. ” (Dt 23:18). Tous ceux qui, comme les chiens nécrophages des rues, pratiquent des choses immondes, telles que la sodomie, le lesbianisme, la brutalité et la cruauté, ceux-là se voient interdire l’accès à la Nouvelle Jérusalem. — Ré 22:15 ; voir aussi Ph 3:2. »
Au sujet de l'homophobie, une femme a gagné en 2007 un procès pour avoir été brutalisée et insultée par une collègue Témoin de Jéhovah qui lui reprochait son homosexualité. Les dommages et intérêts se sont élevés à 120 000 livres sterling, soit 187 800 €.

### Utilisation de sources scientifiques douteuses
Selon des opposants du mouvement, la Société Watchtower utilise des sources scientifiques douteuses dans ses publications, pour valider ses théories sur les causes de l'homosexualité. Ils citent en exemple deux Réveillez-vous ! qui font référence aux travaux du Dr Charles Socarides. Or, selon le sociologue Baptiste Coulmont, Charles Socarides a été à plusieurs reprises publiquement désavoué par l’Association des psychologues américains pour avoir manqué à l’éthique professionnelle. Socarides est selon lui membre d’une association cherchant à 'réparer' les homosexuels en les transformant en hétérosexuels.

### Rejet de la science moderne
D'après les critiques, les Témoins de Jéhovah refusent de se confronter à la science contemporaine. Du point de vue du mouvement gay, considérer l'homosexualité comme résultat d'un choix délibéré, et non comme conséquence d'une réelle tendance, signifie simplement encourager la pratique des rapports homosexuels vécus en secret, derrière le schéma du conformisme extérieur, sinon du mariage.
En effet, certaines études scientifiques en cours ont apporté de nouveaux éléments de réponses au sujet des raisons de l'homosexualité, par exemple comme quoi la conception de l'hypothalamus des individus concernés serait différente.